# اشموس (تعز)
اشموس هي إحدى قرى الجمهورية اليمنية. وهي تتبع جغرافيًا لمحافظة تعز. وإداريًا لمديرية شرعب السلام. يبلغ تعداد سكانها 3300 نسمة حسب الإحصاء الذي أجري عام 2004.